# Escudo de Polonia
El escudo de Polonia (en polaco: Godło Polskie) es el símbolo heráldico que representa a Polonia. La versión actual se adoptó en 1990. Consiste en un águila blanca coronada con pico y garras doradas, sobre fondo rojo.
En Polonia, el escudo de armas en su conjunto se denomina godło tanto en documentos oficiales como en el lenguaje coloquial, a pesar de que otros escudos de armas suelen denominarse hierba (por ejemplo, la hierba de Nałęcz o el escudo de Finlandia). Esto se debe a que, en la heráldica polaca, la palabra godło (plural: godła) significa únicamente una carga heráldica (en este caso, un águila blanca coronada) y no un escudo completo, sino que también es una palabra arcaica para cualquier símbolo nacional. En la legislación posterior, solo la hierba conservó esta designación; se desconoce el motivo.

## Significado
Según la leyenda, el Águila Blanca se originó cuando Lech, el fundador mítico de Polonia, vio un nido de águila blanca y, considerándolo un buen augurio, fundó la ciudad de Gniezno (gniazdo significa nido). En el momento en que el águila desplegó sus alas y se elevó hacia el cielo, un rayo del sol rojo del poniente cayó en sus alas, de modo que parecieron doradas.

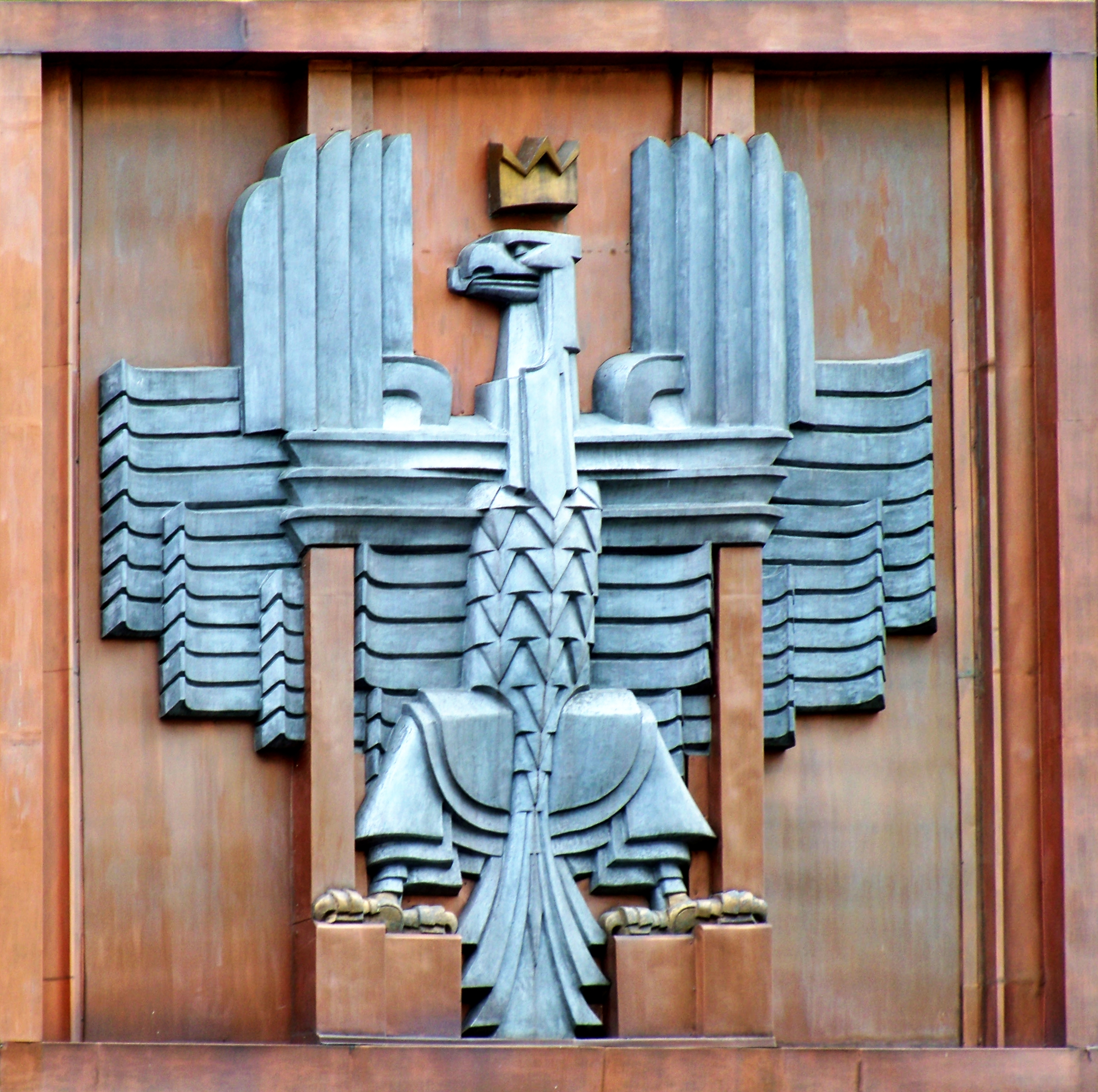
El escudo de armas de Polonia en estilo art deco. Oficina de correos en Varsovia. Arquitecto Julian Puterman-Sadłowski, 1934.

## Historia

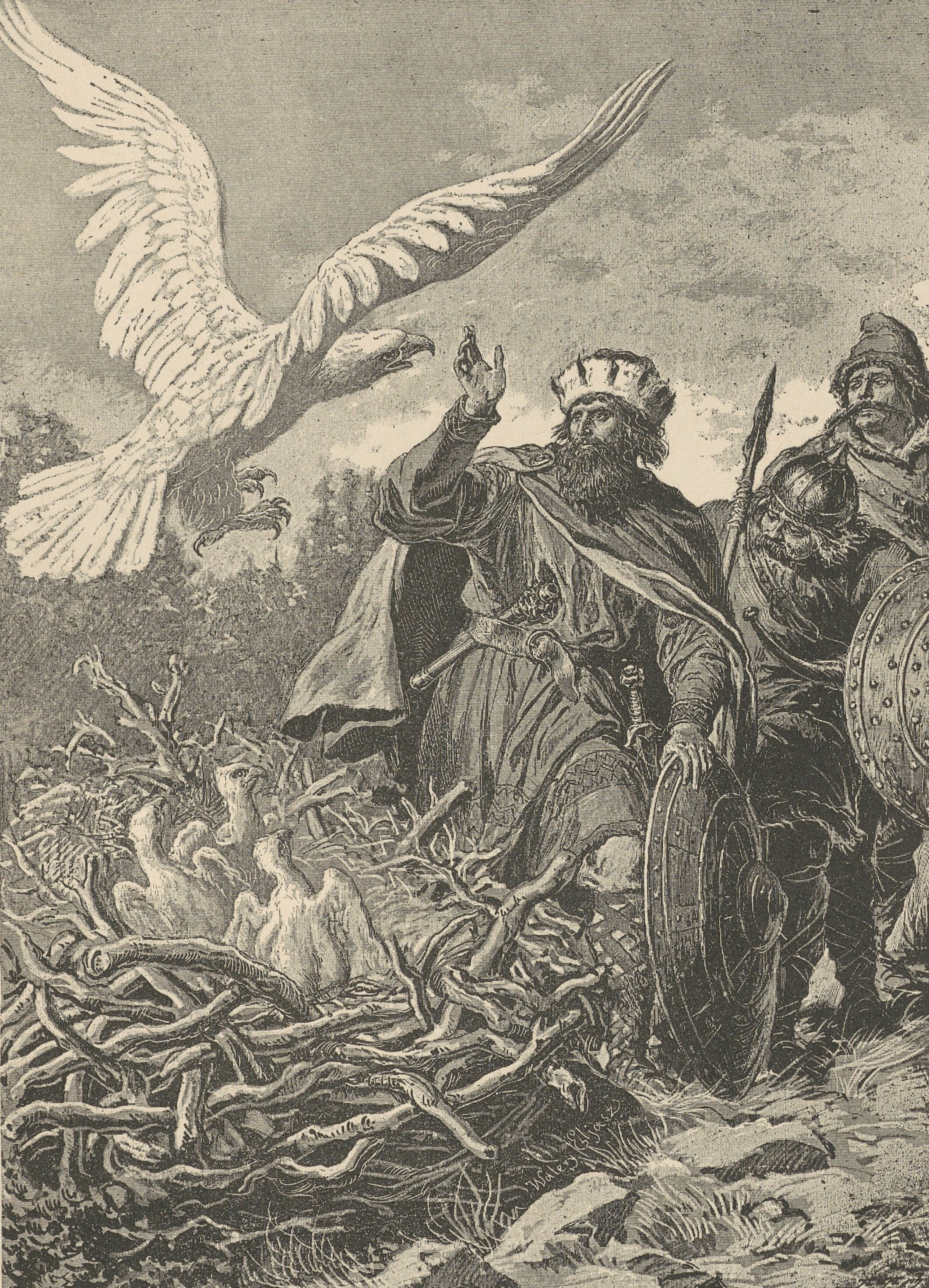
Lech

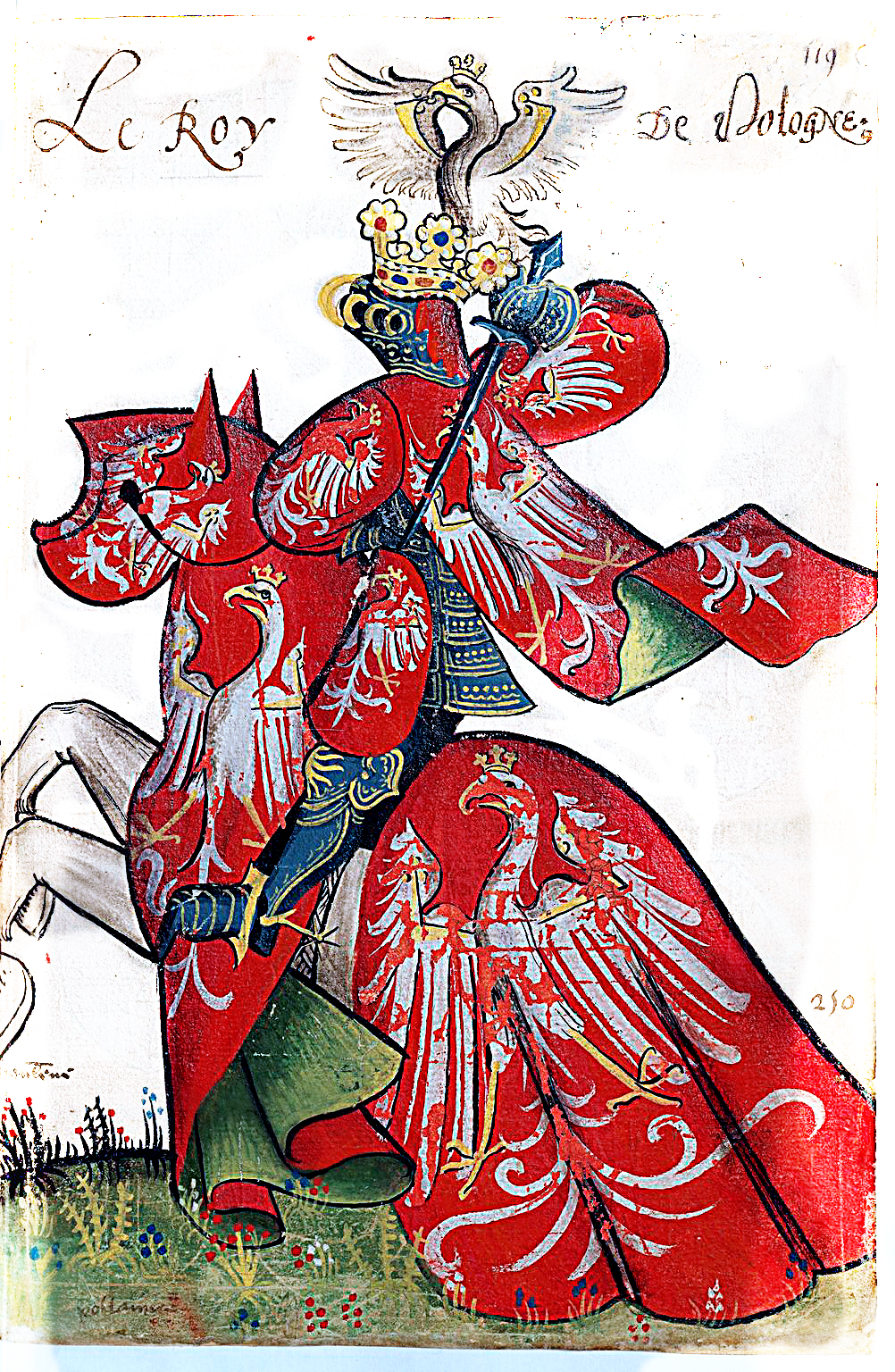
Rey de Polonia en tournamental atrae

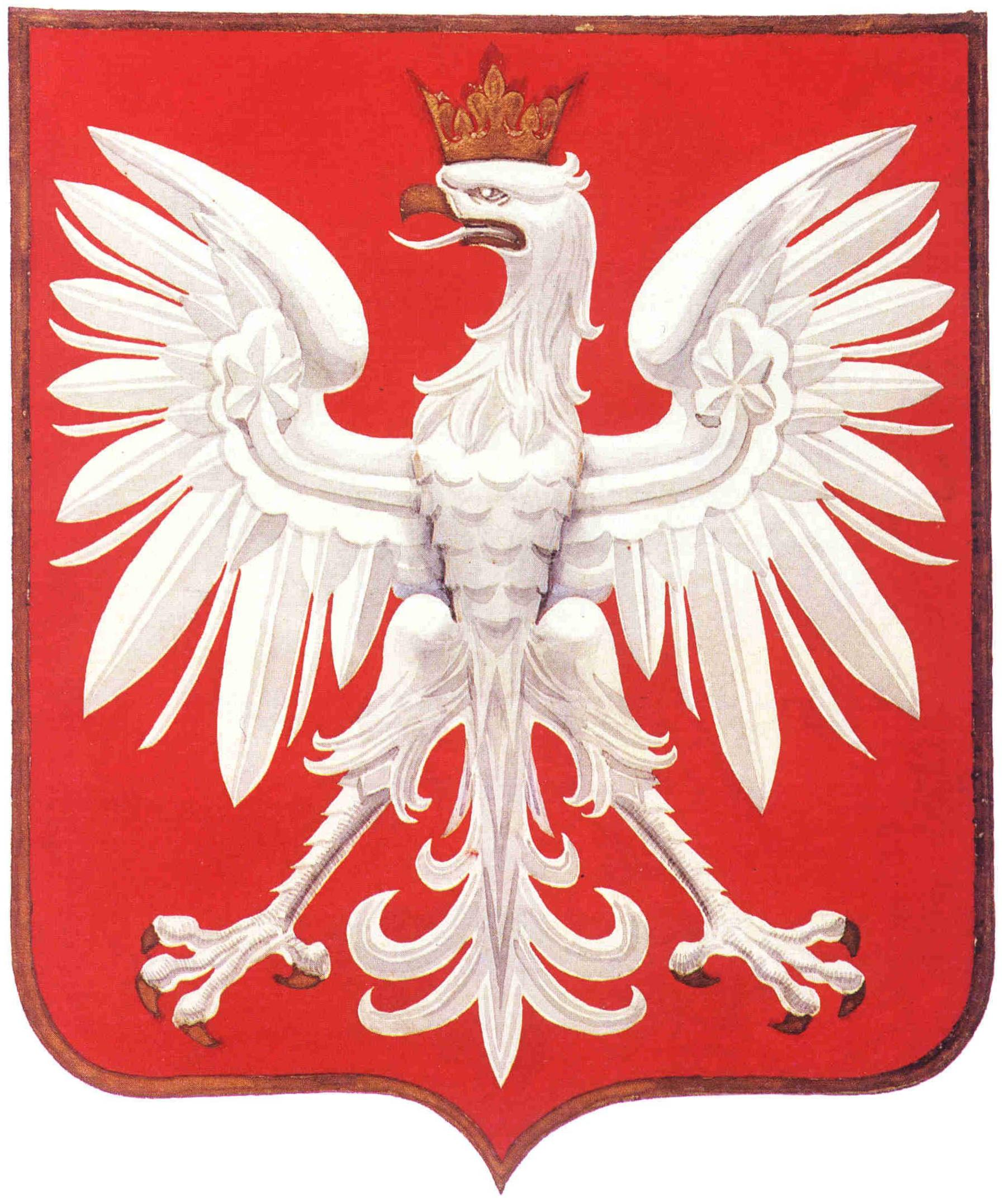
Escudo de Polonia al estilo art deco. Propuesta de diseño de 1927

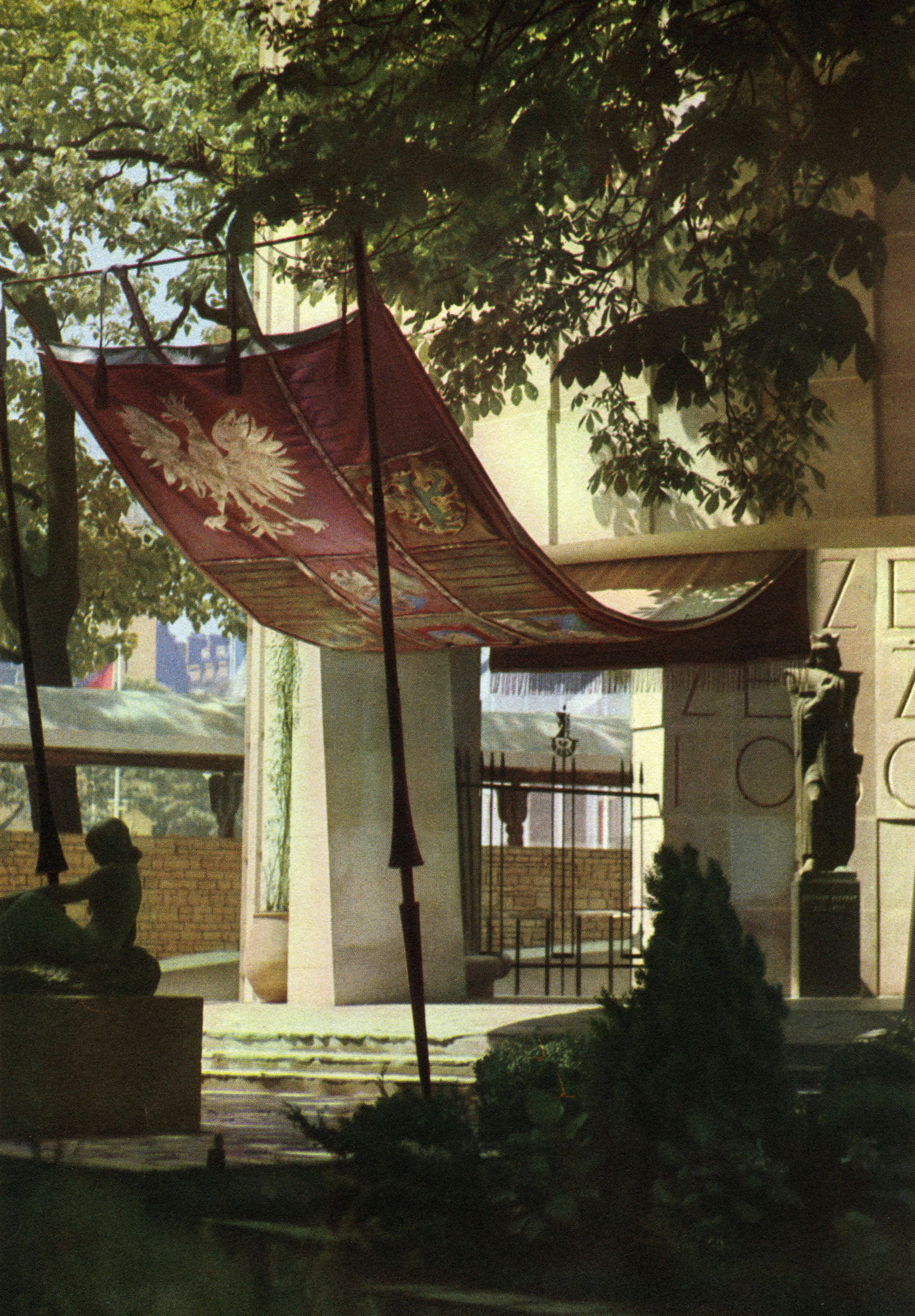
Escudo de Polonia, exposición mundial, París, 1937

Los primeros registros que se tienen del Águila Blanca son los objetos de oro encontrados por los nazis en un histórico pueblo polaco, Biscupin, durante la ocupación del territorio de Polonia durante la Segunda Guerra Mundial. También son registro de la misma las monedas acuñadas durante el reinado del rey Boleslao I el Bravo, en ese momento como escudo de armas de la dinastía Piast. Przemysł II la introdujo como símbolo nacional.
La versión actual del águila fue instaurada por una enmienda constitucional en 1927. En 1945, el nuevo gobierno comunista eliminó la corona de la cabeza del águila al ser un símbolo monárquico y contrario a la igualdad que propugnaba el nuevo Estado socialista. Adicionalmente se reemplazaron las escarapelas de sus alas por estrellas. En 1990 se volvió a colocar la corona; la versión actual es básicamente la misma de 1927, con algunos retoques cosméticos menores.

Escudo del Reino de Polonia durante el reinado de Premislao II (1295-1296)
Escudo de armas de la Corona Polaca (1385-1569)
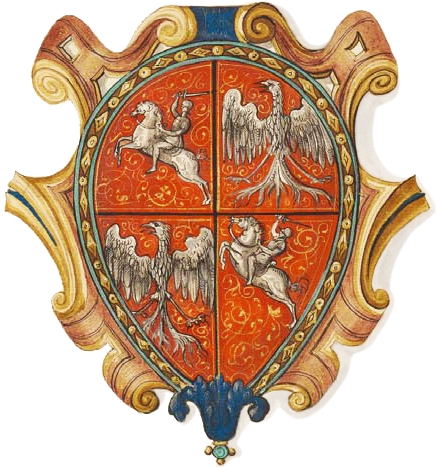
Escudo de Armas de la Mancomunidad Polaco-Lituana (1569-1795)
Escudo de Armas del Gran Ducado de Varsovia (1807-1815)
Escudo de armas polaco en el Levantamiento de Noviembre (1830-1831)
Escudo polaco en el Levantamiento de Enero (1863-1864)
Escudo de armas del Reino de Polonia (1916-1918)
Escudo de la Segunda República Polaca (1919-1927)
Escudo de la Segunda República Polaca (1927-1939)
Escudo de la Organización de Combate Judía (1942-1945)
Escudo de armas del Gobierno polaco en el exilio (1956-1990)
Escudo de la República Popular Polaca (1945-1980)
Escudo de la República Popular Polaca (1980-1989)
Escudo de armas de Polonia (1990-presente)